# چمباتمه

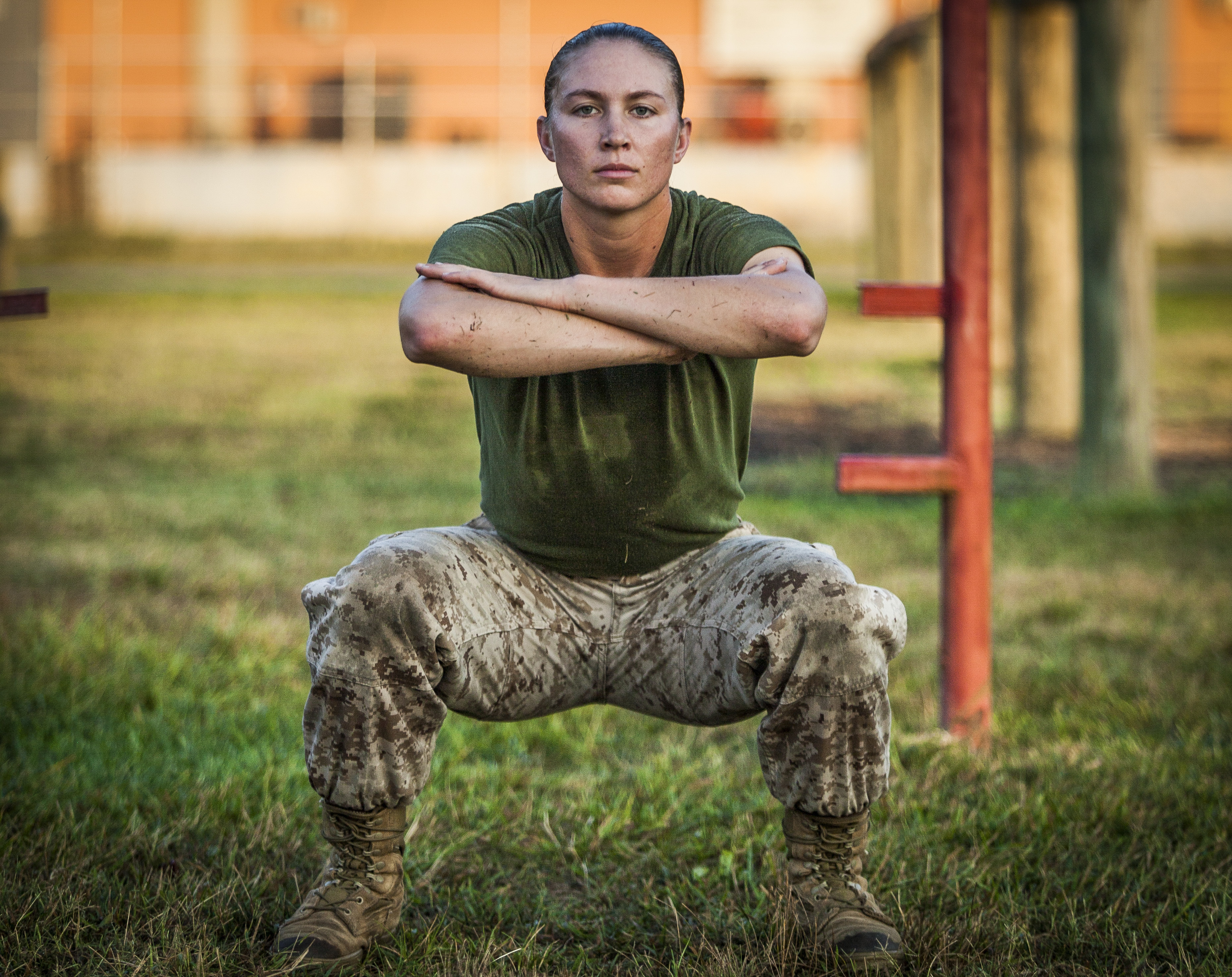
یک نامزد افسری سپاه تفنگداران دریایی ایالات متحده آمریکا که به عنوان تمرین چمباتمه زده‌است

چُمباتمه یا چُنبَک زدن نوعی نشستن است که در آن کف پا را بر زمین می‌گذارند و زانوها را در بغل می‌گیرند. چمباتمه واژه‌ای از اصل ترکی است و فارسی آن چنبک/چمبک/چندک زدن است.
بنا به فرهنگ دهخدا چندک یا چمبک شیوه‌ای از نشستن است که در آن کف هر دو پا بر زمین گذاشته می‌شود. چمباتمه‌زدن یا زانو در بغل گرفتن، به‌ویژه اگر با گذاشتن سر بر روی زانوها باشد یکی از وضعیت‌های نشسته در زبان بدن (تن‌گفتار) است که بیانگر غم و اندوه است.
در پرورش اندام حرکت مشابهی استفاده می‌شود که به آن اسکات می‌گویند.